# Parasicydium bandama
Parasicydium bandama és una espècie de peix de la família dels gòbids i de l'ordre dels perciformes. Els mascles poden assolir 5,4 cm de longitud total. És un peix d'aigua dolça i de clima tropical. Es troba a Àfrica: el Camerun i el riu Bandama a la Costa d'Ivori. És inofensiu per als humans.